# Mathilde Valdenaire
Mathilde Valdenaire, née le 11 juillet 1998, est une kayakiste française.

## Carrière
Elle est vice-championne du monde de descente en sprint K1 par équipe aux Championnats du monde de descente 2019 avec Phénicia Dupras et Lise Vinet.
Aux championnats du monde de descente de canoë-kayak 2023, elle est médaillée d'or en K1 par équipe avec Lise Vinet et Lisa Lebouc.